# Hrustovača (pećina)
Pećina Hrustovača nalazi se u mjestu Hrustovo (Sanski Most, BiH) u općini Sanski Most, BiH. Pećina je zaštićena kao geološki specijalni rezervat. Bosanskohercegovački arheolog Alojz Benac vršio je arheološka istraživanja ove pećine. U Hrustovači su pronađeni nalazi keramike iz perioda od 2000. do 1800. godina pr. Kr.
Pećina se sastoji od dva kanala koja su približno iste dužine. Glavni kanal je nešto širi u odnosu na sporedni kanal. Oba kanala su bogata pećinskim nakitom, kao i faunom.

## Arheološko nalazište
Arheološka istraživanja koja su vršena početkom dvadesetog stoljeća, otkrila su da je ulaz u pećinu bio naseljen još u doba eneolita ili bakrenog doba. Na tom prostoru iskopavanja su otkrila 8 prapovijesnih velikih ognjišća, ali nisu služila u metalurgijske svrhe, kao i ostatke kostiju životinja. Opsežna arheološka istraživanja stručnjaka Zemaljskog muzeja iz Sarajeva otkrila su i ostatke keramike. Među motivima dominiraju trokutovi. Pronađena je i zdjela koja pripada Kulturi vrpčaste keramike. Nalazi se pripisuju vučedolskoj kulturi. Lokalni naziv za vrstu ove kulture u Bosni i Hercegovini nosi naziv - Hrustovački tip.